# Gare de Maeyachi
La gare de Maeyachi (前谷地駅, Maeyachi-eki) est une gare ferroviaire du Japon située dans la ville d'Ishinomaki, dans la préfecture de Miyagi.

## Situation ferroviaire

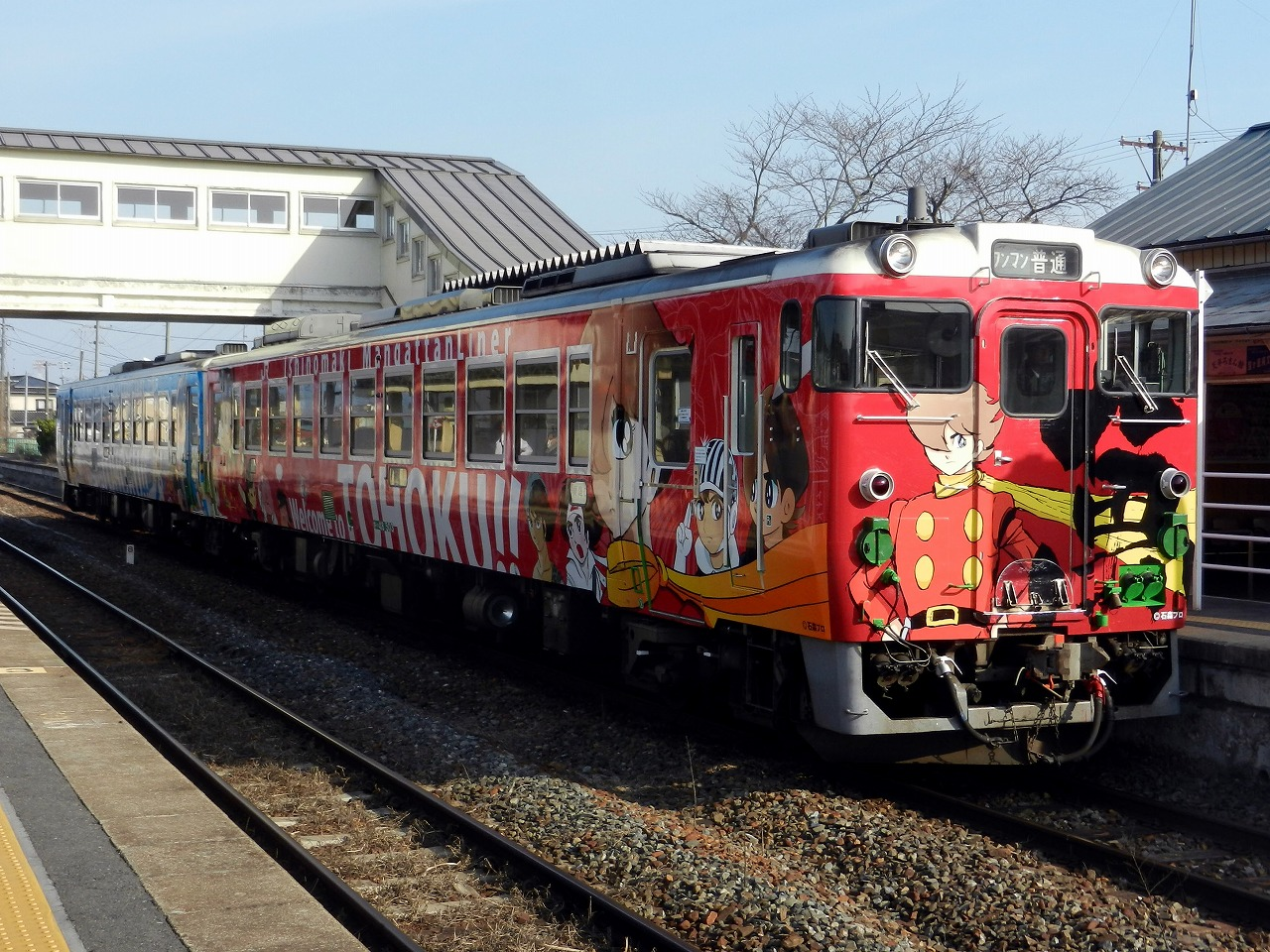
Rame JNR Kiha 48 avec des visuels de personnages de Shōtarō Ishinomori.

La gare de Maeyachi est située au point kilométrique (PK) 12,8 de la ligne Ishinomaki et au PK 0 de la ligne Kesennuma dont elle constitue le terminus sud. Elle fut détruite lors du tremblement de terre et du tsunami de Tōhoku de mars 2011. Reconstruite en grande partie, elle n'est reliée en train que jusqu'à la gare de Yanaizu (en), le chemin restant jusqu'à Kesennuma (en) se faisant en trambus .

## Historique
La gare de Maeyachi a été inaugurée le 28 octobre 1912. La station a été absorbée dans le réseau de la JR East lors de la privatisation de la JNR le 1er avril 1987.
Un déraillement due à un séisme se produit le 26 juillet 2003 dans la gare.

## Service des voyageurs

### Accueil
La gare dispose d'un bâtiment voyageurs, avec guichets, ouvert tous les jours.

### Desserte
- Ligne Ishinomaki :
  - voies 1 et 3 : direction Kogota
  - voies 2 et 3 : direction Ishinomaki ou Onagawa
- Ligne Kesennuma :
  - voies 2 et 3 : direction Yanaizu (en)